# Polygala declinata
Polygala declinata är en jungfrulinsväxtart som först beskrevs av William Henry Harvey, och fick sitt nu gällande namn av J.A.R. Paiva. Polygala declinata ingår i släktet jungfrulinssläktet, och familjen jungfrulinsväxter. Inga underarter finns listade i Catalogue of Life.